# Mecosaspis carinata
Mecosaspis carinata là một loài bọ cánh cứng trong họ Cerambycidae.